# 1896年民主党全国大会
1896年民主党全国大会 (1896 Democratic National Convention) は、1896年7月7日から7月11日にかけてイリノイ州シカゴのシカゴ・コロシアムで開催された。同大会は、1896年の大統領選挙のための民主党大統領候補として、米国史上最も若い大統領指名候補者であるウィリアム・ジェニングス・ブライアンを指名した。
候補者指名に先立って行われた、ブライアンの有名な「金の十字架 (Cross of Gold)」演説は、平均的労働者を犠牲にして金本位制を擁護しているとして、東部の富裕層を激しく指弾した。これはクリーヴランドの政策の拒絶であったが、大会の代議士らからは支持された。ブライアンは、5回目の投票でリチャード・P・ブランドを下し、指名を獲得した。ブライアンは、特定の副大統領を選任するのを辞退した。5回目の投票で、メイン州のアーサー・シューウェルが選出された。候補者は、最終的に共和党候補のウィリアム・マッキンリーに敗北した。